# Aeródromo Melipeuco
El Aeródromo Melipeuco (OACI: SCML) es un terminal aéreo ubicado 17 kilómetros al oeste de Melipeuco, Provincia de Cautín, Región de la Araucanía, Chile. Es de propiedad privada.